# Time Crash
"Time Crash"는 영국의 SF 드라마 《닥터 후》 시즌 3이 끝나고 방영된 미니 에피소드이다. 2007년 11월 16일 BBC One의 어린이 기부 특집 프로그램 《칠드런 인 니드》의 한 코너로 처음 방영되었다. 각본은 스티븐 모팻이 맡았으며, 당시 닥터였던 10대 닥터로 데이비드 테넌트는 물론, 5대 닥터로 피터 데이비슨이 오랜만에 드라마에 복귀해 두 닥터가 만나는 에피소드로 기획되었다.
이전 에피소드인 "Last of the Time Lords"의 마지막 장면에서 바로 이어지는 내용으로, 닥터의 다섯 번째 생애와 열 번째 생애가 우연히 조우하여 벌어지는 유머러스한 이야기를 담았다. 방영 당시 평론가들은 호평을 보냈으며, 시청자수도 1100만 명을 기록하여, 당일 특집 코너 중 최고 시청률을 기록했을 뿐만 아니라 2005년 뉴 시즌이 시작된 이래 최고의 성적을 거두었다. 이 시청률 기록은 바로 다음에 방영된 크리스마스 특집 "Voyage of the Damned"으로 바로 깨지면서, 닥터 후 뉴 시즌 최전성기의 시작을 알렸다.

## 줄거리
마사를 떠나보내고 타디스를 출발시키려던 10대 닥터. 하지만 경보음 소리와 함께 마구 회전할 뿐이었다. 타디스의 조종실을 돌며 시스템을 체크하던 닥터는 문득 자신의 다섯 번째 모습과 부딪힌다. 그 역시도 똑같이 빙글빙글 돌며 시스템을 체크하다 미래의 닥터와 몸을 부딪힌 것. 10대 닥터는 예전의 자신을 알아보고 만나서 기뻐하는 동시에, 5대 닥터의 특징을 하나 하나 지적하며 놀린다. 하지만 5대 닥터는 10대 닥터가 타디스를 부수고 들어온 팬이라 생각하며 짜증을 부린다.
두 닥터는 10대 닥터가 실드를 내리는 바람에 동시간대 동일 지점을 지나던 타디스가 충돌했다는 사실을 알게 된다. 이는 곧 시간의 모순을 불러일으켜, 전 우주를 휩쓸고도 남을 강력한 블랙홀을 만들어낼 위기였다. 10대 닥터는 과거에 자신 (5대 닥터)이 보았던 것을 기억하기로, 미래의 자신 (10대 닥터)가 이런 사고가 벌어졌을 때 초신성을 끌고와서 해결했던 것을 떠올리곤, 바로 초신성을 끌고 와서 위기를 모면한다. 이와 동시에 5대 닥터는 10대 닥터가 정말로 미래의 자신임을 깨닫게 된다. 머지않아 5대 닥터가 별개의 시간대로 돌아가면서 모습이 흐릿해지자, 10대 닥터는 5대 닥터의 특징을 자신도 하나 하나 이어받고 있다고 말하며 5대 닥터에게 행운을 빌어준다.
시간대가 완전히 분리되는 순간, 5대 닥터는 10대 닥터에게 실드를 다시 치라는 충고와 함께 미소를 지으며 사라진다. 하지만 이미 때가 늦어, '타이타닉' 호의 선두가 난데없이 타디스 벽을 뚫고 들어오고 만다.